# Пайн-Лейкс
Пайн-Лейкс (англ. Pine Lakes) — статистически обособленная местность, расположенная в округе Лейк (штат Флорида, США) с населением в 755 человек по статистическим данным переписи 2000 года.

## География
По данным Бюро переписи населения США, статистически обособленная местность Пайн-Лейкс имеет общую площадь в 4,66 квадратных километров, из которых 4,14 кв. километров занимает земля и 0,52 кв. километров — вода. Площадь водных ресурсов округа составляет 11,16 % от всей его площади.
Статистически обособленная местность Пайн-Лейкс расположена на высоте 15 м над уровнем моря.

## Демография
По данным переписи населения 2000 года, в Пайн-Лейкс проживало 755 человек, 205 семей, насчитывалось 282 домашних хозяйств и 345 жилых домов. Средняя плотность населения составляла около 162,02 человек на один квадратный километр. Расовый состав населённого пункта распределился следующим образом: 96,95 % белых, 0,93 % — чёрных или афроамериканцев, 0,40 % — коренных американцев, 0,13 % — азиатов, 0,93 % — выходцев с тихоокеанских островов, 0,26 % — представителей смешанных рас, 0,40 % — других народностей. Испаноговорящие составили 2,78 % от всех жителей статистически обособленной местности.
Из 282 домашних хозяйств в 34,4 % воспитывали детей в возрасте до 18 лет, 48,9 % представляли собой совместно проживающие супружеские пары, в 13,5 % семей женщины проживали без мужей, 27,0 % не имели семей. 20,6 % от общего числа семей на момент переписи жили самостоятельно, при этом 10,3 % составили одинокие пожилые люди в возрасте 65 лет и старше. Средний размер домашнего хозяйства составил 2,68 человек, а средний размер семьи — 2,94 человек.
Население статистически обособленной местности по возрастному диапазону по данным переписи 2000 года распределилось следующим образом: 27,9 % — жители младше 18 лет, 8,3 % — между 18 и 24 годами, 27,5 % — от 25 до 44 лет, 22,1 % — от 45 до 64 лет и 14,0 % — в возрасте 65 лет и старше. Средний возраст жителей составил 36 лет. На каждые 100 женщин в Пайн-Лейкс приходилось 106,3 мужчин, при этом на каждые сто женщин 18 лет и старше приходилось 104,5 мужчин также старше 18 лет.
Средний доход на одно домашнее хозяйство статистически обособленной местности составил 28 333 доллара США, а средний доход на одну семью — 26 250 долларов. При этом мужчины имели средний доход в 28 194 доллара США в год против 23 889 долларов среднегодового дохода у женщин. Доход на душу населения статистически обособленной местности составил 28 333 доллара в год. 29,5 % от всего числа семей в населённом пункте и 32,4 % от всей численности населения находилось на момент переписи населения за чертой бедности, при этом 55,9 % из них были моложе 18 лет и 15,2 % — в возрасте 65 лет и старше.